# Xingzhonghui
Die Xingzhonghui (chinesisch 興中會 / 兴中会, Pinyin Xīngzhōnghuì, Jyutping Hing1zung1wui6*2), Gesellschaft zur Wiedererweckung Chinas, war eine politische Partei oppositioneller Chinesen des späten 19. und frühen 20. Jahrhunderts.

## Geschichte
Die Xingzhonghui wurde am 24. November 1894 von Sun Yat-sen gegründet, um die Fremdherrschaft des mandschurischen Kaiserhauses der Qing zu beenden, eine Republik zu etablieren und der Schwächung Chinas durch imperialistische Staaten entgegenzutreten. Die Gründung der Xingzhonghui fiel in die Zeit des Ersten Japanisch-Chinesischen Kriegs, nachdem eine Reihe chinesischer militärischer Niederlagen sowohl die Korruption als auch die Inkompetenz innerhalb der kaiserlichen Regierung aufgedeckt hatten.
Andere revolutionär-republikanische Parteien bestanden bereits vor Gründung der Xingzhonghui, wie etwa die Huaxinghui in Hunan, die Guangfuhui in Jiangsu, Zhejiang und Shanghai, die Gongjinhui am oberen Lauf des Changjiang in Sichuan, die Furenwen in Hongkong, die Yiwenhui und die Hanzhuduilihui in Fujian, die Gongchanghui in Sichuan, die Yizhihui in Jiangxi, die Yuewanghui in Anhui und die Qunzhihui in Guangdong.
Da sich Sun in dieser Zeit im Exil aufhielt, entstand die Gesellschaft in Honolulu, der Hauptstadt der kurzlebigen Republik Hawaii. Ihre Mitglieder waren zunächst größtenteils ungebildete Kantonesen aus Hawaii und Hongkong. In den elf Jahren ihrer Existenz hatte die Xingzhonghui lediglich 500 Mitglieder.
Die in die Geheimgesellschaft aufgenommenen Personen mussten sich zu folgenden Zielen eidlich binden: „Vertreibung der tatarischen Barbaren, Wiederbelebung Chinas, Bildung einer vereinigten Regierung.“ (驅逐韃虜, 恢復中華, 創立聯合政府)
Als Sun Yat-sen Anfang 1895 nach Hongkong zurückkehrte, traf er sich erneut mit Yang Quyun, dem Präsidenten der Furen-Bildungsvereinigung (輔仁文社), den er bereits 1891 kennengelernt hatte. Beide wollten das Unbehagen in der chinesischen Bevölkerung nutzen, die sich durch den Sinojapanischen Krieg ergeben hatte. Am 18. Februar 1895 wurde die Furen-Bildungsvereinigung in die Xingzhonghui eingegliedert, wodurch sich die Mitgliederzusammensetzung änderte. Yang und Sun wurden Präsident bzw. Sekretär der Gesellschaft. Sie verschleierten ihre Aktivitäten in Hongkong unter dem Deckmantel eines Unternehmens namens „Qianheng-Club“ (乾亨行,  Qianhengxing).
Im Oktober 1895 plante die Xingzhonghui einen Aufstand in Guangzhou, wobei Yang den Aufstand von Hongkong aus leitete, weil dort das Mitglied Li Jitang (李紀堂) Mittel und Ausbildungsorte zur Verfügung gestellt hatte. Die Pläne sickerten jedoch durch, sodass 72 Mitglieder, darunter der 27-jährige Lu Haodong (陸皓東), seit der Schulzeit ein Freund Sun Yat-sens, von der Qing-Regierung verhaftet und hingerichtet wurden. Unter dem Druck der Qing-Regierung auf dem chinesischen Festland zwangen die britischen Kolonialbehörden in Hongkong Yang und Sun Yat-sen, das Land zu verlassen, und untersagten ihnen für fünf Jahre die Einreise nach Hongkong. Yang reiste deshalb über Singapur nach Johannesburg in Südafrika und später nach Japan. Dort blieb er von 1896 bis 1899, um die Xingzhonghui zu fördern und ihre Ideen zu verbreiten. Ein weiterer Aufstand im Jahr 1900 in Guangdong scheiterte. Obgleich Sun Yat-sen durch seine Entführung und Verschleppung in die chinesische Botschaft in London im Jahr 1896 weltberühmt geworden war, verlor die Gruppe nach den beiden missglückten Aufständen in den Jahren 1895 und 1900 ihre Schlagkraft, sodass sie sich mit anderen Vereinigungen zur Tongmenghui vereinigte, aus der wiederum nach Gründung der Republik China die Kuomintang (KMT) entstand. Die KMT erkennt folglich das Gründungsdatum der Xingzhonghui als das der eigenen Partei an.
Das Emblem der Xingzhonghui, das von der KMT übernommen wurde, entwarf Lu Haodong und präsentierte es in Honolulu.